# 白塔 (扬州)

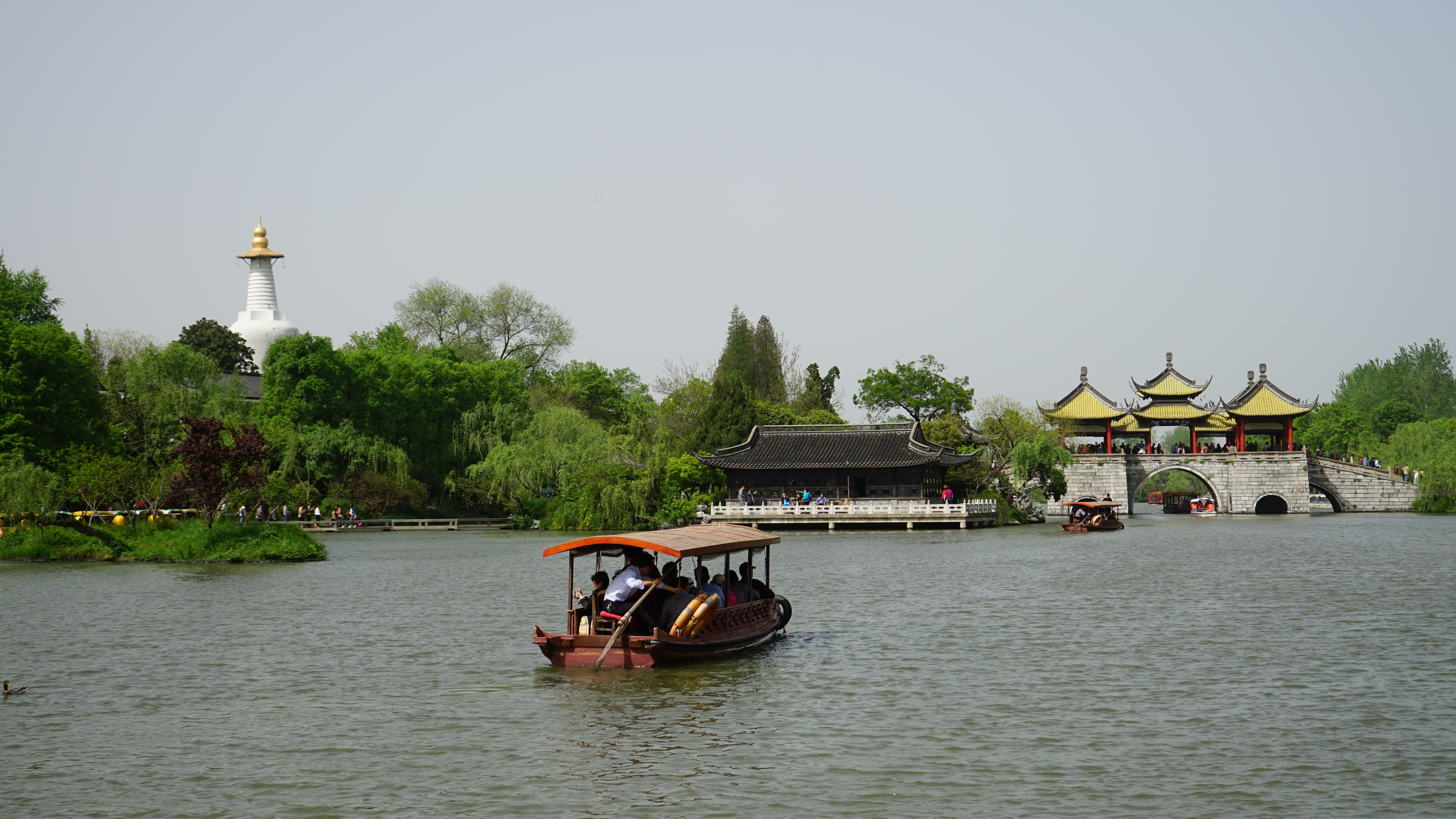
瘦西湖白塔和五亭桥

莲性寺白塔，位于中国江苏省扬州市的瘦西湖畔，建于清乾隆年间，这是一座覆钵式白塔，砖石结构，外敷白垩，形制仿北京北海喇嘛塔。“白塔晴云”为乾隆时期沿湖二十四景之一。 2006年列为第六批全国重点文物保护单位。